# Spaghetti code
Spaghetti code – w informatyce termin określający skomplikowany, trudny do zrozumienia kod źródłowy programu. Z takiego rodzaju kodu kompilowano programy we wczesnych językach proceduralnych, typu Fortran czy BASIC. Było to jeszcze przed powstaniem metody programowania strukturalnego.
Używano wielu instrukcji warunkowych i następnych w nich zagnieżdżonych, konstrukcji GOTO czy wyjątków. Droga przez kolejne rozkazy była tak poplątana, że odczytanie takiego kodu i zrozumienie go było bardzo uciążliwe, a ewentualne modyfikacje zwykle prowadziły do błędów w programie.
Programowanie strukturalne, w myśl zasady od ogółu do szczegółu, wprowadziło uporządkowanie w procesie tworzenia programów. Taka metodologia programowania polega na dzieleniu zadania do wykonania na mniejsze podzadania, aż do uzyskania wystarczająco prostych do realizacji fragmentów. Łatwiej wtedy jest zaimplementować w poszczególnych modułach procedury, które w całości dadzą pożądany efekt. W praktyce zazwyczaj dzieli się program na funkcje, z których każda realizuje określony cel i może być wywoływana wielokrotnie. Tak napisany kod jest bardziej czytelny.

## Przykłady
```
10  INPUT count
20  LET steps = count
30  LET bbk = 0
40  LET bk = 1
50  IF count < 1 THEN GOTO 100
60  LET k = bbk + bk
70  LET bbk = bk
80  LET bk = k
90  LET count = count - 1
100 PRINT "Wyraz nr "; steps - count; "ciagu Fibonacciego wynosi: "; k
110 IF count > 0 THEN GOTO 50
120 END
```

Program wyświetla podaną przez użytkownika liczbę pierwszych wyrazów ciągu Fibonacciego. W kilku liniach trywialnego programu dwukrotnie użyto bezwarunkowej instrukcji skoku – GOTO. Przy bardziej złożonym kodzie i większej liczbie skoków pojawi się problem z jego zrozumieniem.
Ten sam cel zrealizowany przez programowanie strukturalne (w C):
```
scanf
 
(
"%d"
,
&
steps
);

for
 
(
count
 
=
 
0
;
 
count
 
<
 
steps
;
 
count
++
){

    
static
 
int
 
bbk
 
=
 
0
,
 
bk
 
=
 
1
;

    
int
 
k
 
=
 
bbk
 
+
 
bk
;

    
bbk
 
=
 
bk
;
 
bk
 
=
 
k
;

    
printf
 
(
"Wyraz nr %d ciagu Fibonacciego wynosi: %d
\n
"
,

    
count
 
+
 
1
,
k
);

}

```

Poszczególne kroki wykonywane są w przejrzystej i formalnej pętli. Ciąg instrukcji do wykonania w programowaniu strukturalnym nie może być dowolnie zmieniany, „przejścia” do poszczególnych bloków są obsługiwane przez zaimplementowane konstrukcje (np. for, while, do while czy if else).